# الزوبة
الزوبة بلدة سورية في منطقة بانياس التابعة لمحافظة طرطوس. تقع على بعد حوالي 7 كم إلى الجنوب الشرقي من مدينة بانياس على الطريق إلى تعنيتا.
تشتهر قرية الزوبة بزراعة الزيتون واللوز والتبغ والزراعات المحمية 